# Saudiarabien i olympiska sommarspelen 1976
Saudiarabien deltog i de olympiska sommarspelen 1976 med en trupp bestående av 14 deltagare. Ingen av landets deltagare erövrade någon medalj.

## Friidrott
Herrarnas 800 meter
- Ateyah El-Khashaami
  - Heat — 1:57,67 (→ gick inte vidare)

Herrarnas 5 000 meter
- Shetwy Al-Bishy
  - Heat — startade inte (→ gick inte vidare, ingen placering)

Herrarnas 10 000 meter
- Raga Al-Shalawi
  - Heat — fullföljde inte (→ gick inte vidare)

Herrarnas 4 x 100 meter stafett
- Mohammed Sehly, Ali Al-Malky, Saleh Khalifa och Hamed Ali
  - Heat — 4,.00s (→ gick inte vidare)

Herrarnas 4 x 400 meter stafett
- Kamil Al-Abbasi, Hamed Ali, Ahmed Asiry och Hassan Masallam
  - Heat — 3:17,53 (→ gick inte vidare)

Herrarnas 400 meter häck
- Kamil Al-Abbasi
  - Heat — 55,00s (→ gick inte vidare)

Herrarnas höjdhopp
- Ghazi Saleh
  - Kval — NM (→ gick inte vidare)

Herrarnas diskuskastning
- Mahmoud Al-Zabramawi
  - Kval — 35,94m (gick inte vidare)